# Charles Vigreux
 (février 2020).
Pour les articles homonymes, voir Vigreux.
Charles Vigreux est un ingénieur civil centralien français, né à Paris le 6 juin 1867 et mort le 19 juillet 1925 à La Haye-Descartes en Indre-et-Loire. Il est le fils de Léon Vigreux (1837-1891).

## Biographie
Charles Vigreux suit ses études secondaires au Collège des frères de Passy. En 1855 il est admissible à l’École polytechnique et à l’École centrale des arts et manufactures. Il opte pour la deuxième et en sort en 1888 deuxième de sa promotion, avec la spécialité de mécanicien. Il est successivement attaché puis inspecteur du Service mécanique et électrique de l’Exposition universelle de 1889. En 1890, il obtient le poste de répétiteur du cours de construction des machines à l’École centrale, qu’il conservera jusqu’en 1902.

### Principales réalisations
En 1891, il est chargé par le ministère du Commerce et de l’Industrie d’une mission en Égypte pour y étudier l’organisation de l’enseignement technique et professionnel. Ce voyage sera le premier de nombreux autres pays : Russie, Angleterre, Autriche, Allemagne, Italie, Serbie et États-Unis.
De 1892 à 1902, il est expert-conseil près la Préfecture de la Seine. En 1892, il est nommé professeur suppléant du cours de génie rural du Conservatoire national des arts et métiers. De 1892 à 1904, il occupe le poste d’ingénieur conseil de l’Imprimerie Nationale. A ce titre, il est chargé en 1898 d’une mission en Allemagne, en vue d’étudier l’installation des laboratoires d’analyse des papiers et produits employés en imprimerie pour la création d’un laboratoire semblable à celui de l’Imprimerie nationale.
En 1899, il est nommé membre de la commission instituée au ministère des Finances pour l’étude de la fabrication des papiers fiduciaires. A l’Exposition universelle de 1900, il est expert du jury de la classe du matériel d’imprimerie. En 1901, il est chargé comme conseil, par l’Imprimerie royale de Lisbonne, de l’acquisition du matériel pour le gouvernement portugais.
De 1900 à 1924, à la demande d’Armand Mame (1864-1926) il est successivement ingénieur-conseil, puis en 1902 directeur général des papeteries de La Haye-Descartes. Quand la guerre éclate, il cherche la possibilité d’utiliser l’usine, pour les besoins de la défense nationale, et il monte un très important atelier de finissage du coton-poudre, explosif appelé aussi fulmicoton.
De 1906 à 1909, il est également secrétaire de la Chambre syndicale des fabricants de papier puis, de 1909 à 1913, l’un de ses vice-présidents. Il sera aussi administrateur des Établissements Poulenc frères et de la société Didot-Bottin.
En plus de ses activités professionnelles, Charles Vigreux prend des responsabilités locales et régionales : de 1906 à sa mort, il est maire de Balesmes, en 1908 conseiller d’arrondissement de La Haye Descartes, en 1911 conseiller général d’Indre-et-Loire dont il devient rapidement vice-président.

## Publications
Charles Vigreux participe à la rédaction de livres de référence. Il est secrétaire de la rédaction de la Revue technique de l’exposition universelle de 1889 (1893, 16 volumes), puis poursuit l’œuvre de son père sur l’Art de l’ingénieur :
- Cours pratique de travaux publics à l'usage des ingénieurs et conducteurs des ponts et chaussées et des chemins de fer, des agents-voyers, des agents secondaires, des entrepreneurs de travaux publics et des élèves des écoles spéciales, Paris, E. Bernard et Cie,1891 (avec A. Clémencet)
- Construction de machines à vapeur. Partie didactique rédigée d'après le cours professé par M. Ch. Bourdon à l'École centrale des arts et manufactures, Paris, E. Bernard et Cie, 1896.
- Turbines centripètes, turbines mixtes, dites américaines, roues vives à réaction (Pelton, etc.), Paris, E. Bernard et Cie, 1899 (avec Charles Milandre)
- Moteurs à gaz (théorie et pratique), Paris, E.Bernard et Cie, 1904 (avec Charles Milandre)
- Applications de la partie didactique. Projet de locomotives. Etude d'une locomotive compound à grande vitesse, à voie normales (1,44 m) et d'une locomotive-tender pour travaux publics ou chemins de fer d'intérêt local à voie de 1 mètre, Paris, E. Bernard et Cie, 1904 (avec Charles Milandre)

Il est aussi l’auteur ou le co-auteur d’ouvrages originaux :  
- Gaz Riché ses applications industrielles, Paris, Masson et Cie, 1893 (avec Eugène Bardolle)
- Étude d'une usine élévatoire pour irrigations avec machines à vapeur et roues élévatoires, Paris, E. Bernard et Cie, 1896 (avec Charles Milandre)

En 1905 il publie une somme de 1752 pages contenant 1300 figures : Notes et formules de l'ingénieur et du constructeur-mécanicien : Mathématiques, mécanique, électricité, chemins de fer, mines, métallurgie..., Paris, E.Bernard et Cie, 1905 (avec Clément Daniel Laharpe, Robert Bouquet et Charles Milandre)
Charles Vigreux meurt subitement le 19 juillet 1925 à 58 ans. Une rue porte son nom dans la commune de Balesmes.